# ایت‌آغار
ایت‌آغار (به قرقیزی: Ит-Агар، ىت اعار) یک منطقهٔ مسکونی در قرقیزستان است که در استان جلال‌آباد واقع شده‌است. ایت-آگار ۱٬۳۰۱ نفر جمعیت دارد و ۱٬۱۴۰ متر بالاتر از سطح دریا واقع شده‌است.